# Armeni occidental
L'armeni occidental (ortografia clàssica: արեւմտահայերէն, arevmdahayeren) és una de les dues formes estandarditzades de l'armeni modern. Fins als inicis del segle XX es parlaven diversos dialectes de l'armeni occidental a l'Imperi Otomà, especialment a les regions orientals habitades històricament pels armenis i coneguda com a Armènia Occidental. A conseqüència de l'exterminació de la població armènia indígena durant el Genocidi Armeni de 1915, l'armeni occidental es parla avui en dia, pràcticament en exclusivitat, per les comunitats de la diàspora armènia al voltant del món. Com a llengua d'una diàspora, i com a llengua que no és oficial en cap estat, l'armeni occidental s'enfronta a l'extinció a mesura que els seus parlants natius perden la fluència en la llengua en mig de pressions per assimilar-se als seus països amfitrions. S'estima que el nombre de parlants fluids de l'armeni occidental és de menys d'un milió.

## Distinció entre les dues formes de l'armeni
L'armeni oriental i l'armeni occidental són fàcilment mútuament intel·ligibles Comparteixen el mateix codi ISO 639-1 hy. La Viquipèdia en armeni està codificada amb hy i està majorment en armeni oriental, amb algunes pàgines duplicades a l'armeni occidental. Algunes agències comercials de traducció aconsellen que la traducció des d'altres llengües s'ha de fer a l'armeni oriental.

## Parlants
L'armeni occidental és una llengua indoeuropea parlada per la diàspora armènia, principalment a Nord-amèrica, Sud-amèrica, Europa, Austràlia i en la major part del Pròxim Orient excepte l'Iran. Es parla sols per un percentatge reduït dels armenis de Turquia com a primera llengua, amb un 18 per cent a la comunitat en general i un 8 per cent entre la gent jove. L'armeni occidental era en un moment el dialecte dominant a l'armeni. Després del genocidi, els armenis occidentals van ser esborrats completament de l'Armènia occidental. Els que van fugir a Armènia oriental, avui en dia parlen l'armeni oriental.
El 21 de febrer de 2009, durant el Dia Internacional de la Llengua Materna, es va publicar una nova edició del «Atlas de les llengües mundials en perill» per la UNESCO. En aquesta publicació l'armeni occidental a Turquia es defineix com a llengua clarament amenaçada.

## Fonologia

### Vocals

#### Monoftongs
L'armeni occidental té vuit sons de vocals monoftong.
|         | Anterior      | Anterior   | Central | Posterior     | Posterior  |  |
|         | No arrodonida | arrodonida | Central | No arrodonida | arrodonida |  |
| ------- | ------------- | ---------- | ------- | ------------- | ---------- |  |
| Tancada | i ի           | ʏ \|իւ     |         |               | u \|ու     |  |
| Mitjana | ɛ \|է, ե      | œ էօ       | ə ը     |               | o \|ո, օ   |  |
| Oberta  |               |            |         | ɑ ա           |            |  |

##### Exemples de monoftongs
| IPA | Example (IPA) | Example (Written) | Meaning        | Notes                                                                              |
| --- | ------------- | ----------------- | -------------- | ---------------------------------------------------------------------------------- |
| ɑ   | [ɑɾɛv]        | արեւ              | "sol"          | Semblant a la vocal en català a la paraula mare                                    |
| ɛ   | [ɛtʃ]         | էջ                | "pàgina"       | Semblant a la vocal en català a la paraula alè                                     |
| i   | [im]          | իմ                | "meu"          | Semblant a la vocal en català a la paraula illa                                    |
| o   | [tʃoɾ]        | չոր               | "sec"          | Semblant a la vocal en català a la paraula pont                                    |
| u   | [uɾ]          | ուր               | "on"           | Semblant a la vocal en català a la paraula mur                                     |
| ə   | [əsɛl]        | ըսել              | "dir"          | Semblant a la vocal en català a la paraula església                                |
| ʏ   | [hʏɾ]         | հիւր              | "invitat"      | Aquest so no hi és al català, és semblant a la vocal alemanya a schützen.          |
| œ   | [œʒɛni]       | Էօժենի            | un nom de dona | Aquesta vocal no es veu sovint a l'armeni, i es fa servir en paraules estrangeres. |

#### Diftongs
L'armeni occidental té nou sons de diftong
| IPA | Exemple (IPA) | Exemple (Escrit) | Significat  | Notes                                    |
| --- | ------------- | ---------------- | ----------- | ---------------------------------------- |
| jɑ  | sɛnjɑɡ        | սենեակ           | "habitació" | Semblant al català canviar               |
| jɛ  | jɛɾɑz         | երազ             | "somni"     | Semblant al català sèrie                 |
| ji  | mɑjis         | Մայիս            | "maig"      | Semblant al català audiència             |
| jo  | jotə          | եօթը             | "set"       | Semblant al català caliu                 |
| ju  | ɡɑjun         | կայուն           | "empresa"   | Semblant al català caliu                 |
| aj  | majɾ          | մայր             | "mare"      | Semblant al català pair                  |
| ej  | tej           | թէյ              | "te"        | Semblant al català meitat                |
| iə  | iənɑl         | իյնալ            | "caure"     | Semblant a l'anglès near (a prop)        |
| uj  | kujr          | քոյր             | "germana"   | Semblant al francès grenouille (granota) |

### Consonants
Aquest és el sistema de consonants de l'armeni occidental usant lletres de l'Alfabet Fonètic Internacional (IPA), seguit de la lletra armènia corresponent entre parèntesis.
|            |            | Bilabial  | Labio- dental   | Alveolar   | Post- alveolar | Palatal        | Velar     | Uvular | Glotal   |
| ---------- | ---------- | --------- | --------------- | ---------- | -------------- | -------------- | --------- | ------ | -------- |
| Nasal      | Nasal      | m \|մ     |                 | n \|ն      |                |                |           |        |          |
| Plosiva    | voiceless  | pʰ \|բ, փ |                 | tʰ \|դ, թ  |                |                | kʰ \|գ, ք |        |          |
| Plosiva    | Sonora     | b \|պ     |                 | d \|տ      |                |                | ɡ \|կ     |        |          |
| Africada   | voiceless  |           |                 | tsʰ \|ձ, ց | tʃʰ \|չ, ջ     |                |           |        |          |
| Africada   | sonora     |           |                 | dz \|ծ     | dʒ \|ճ         |                |           |        |          |
| Fricativa  | sorda      |           | f \|ֆ           | s \|ս      | ʃ \|շ          |                |           | χ \|խ  | h \|հ, յ |
| Fricativa  | sonora     |           | v \|վ, ւ, ու, ո | z \|զ      | ʒ \|ժ          |                |           | ʁ \|ղ  |          |
| Aproximant | Aproximant |           |                 | l \|լ      |                | j \|յ, ե, ի, է |           |        |          |
| Bategant   | Bategant   |           |                 | ɾ \|ռ, ր   |                |                |           |        |          |

#### Diferències en fonologia de l'armeni clàssic
Les diferències en fonologia entre l'armeni occidental i l'armeni clàssic inclouen la distinció de consonants oclusives i africades.
Primer, mentre que l'armeni clàssic té una distinció de tres vies de les oclusives i africades (una sonora i dues sordes, una versió plana i una altra aspirada), l'armeni occidental ha mantingut sols una distinció de dues vies, una sonora i l'altra aspirada. Per exemple, l'armeni clàssic té tres oclusives bilabials:/b/ |բ, /p/ |պ, i /pʰ/ |փ; l'armeni occidental té dues oclusives bilabials: /b/ |պ and /pʰ/ |բ/|փ.
En segon lloc, l'armeni occidental ha desplaçat les oclusives sonores i les africades sonores a oclusives aspirades i africades aspirades, i ha reemplaçat les oclusives planes i les africades planes per versiones sonores d'aquestes consonants.
Específicament, els següents són els canvis de l'armeni clàssic a l'armeni occidental:
1. Oclusives bilabials:
  1. fusió de l'armeni clàssic /b/ |բ and /pʰ/ |փ com /pʰ/
  2. sonorització de l'armeni clàssic /p/ |պ a /b/
2. Oclusives alveolars:
  1. fusió de l'armeni clàssic /d/ |դ and /tʰ/ |թ com /tʰ/
  2. sonorització de l'armeni clàssic /t/ |տ a /d/
3. Oclusives velar:
  1. fusió de l'armeni clàssic /ɡ/ |գ and /kʰ/ |ք com /kʰ/
  2. sonorització de l'armeni clàssic /k/ |կ a /ɡ/
4. Africades alveolar:
  1. fusió de l'armeni clàssic /dz/ |ձ and /tsʰ/ |ց com /tsʰ/
  2. sonorització de l'armeni clàssic /ts/ |ծ a /dz/
5. Africades postalveolar:
  1. fusió de l'armeni clàssic /dʒ/ |ջ and /tʃʰ/ |չ com /tʃʰ/
  2. sonorització de l'armeni clàssic /tʃ/ |ճ a /dʒ/

Com a resultat, una paraula com ara [dʒuɹ] 'aigua' (escrita |ջուր en armeni clàssic) és un cognat de l'armeni occidental [tʃʰuɹ] (també escrit |ջուր). Malgrat això, [tʰoɹ] 'net' i [kʰaɹ] 'pedra' es pronuncien de forma semblant a l'armeni clàssic i a l'occidental.

## Ortografia
L'armeni occidental utilitza l'ortografia armènia clàssica també coneguda com a ortografia tradicional o ortografia de Maixdots. L'ortografia armènia reformada (introduïda a l'Armènia Soviètica) i encara usada per la major part dels parlants de l'armeni oriental a la República d'Armènia no s'ha adoptat a l'armeni occidental.

## Morfologia

### Substantius
L'armeni occidental té sis casos de substantius: nominatiu (subjecte), acusatiu (objecte directe), genitiu (possessiu), datiu (objecte indirecte), ablatiu (origen) i instrumental) (mitjans). Dels sis casos, el nominatiu i l'acusatiu són els mateixos, excepte per a pronoms personals, i el genitiu i el datiu són els mateixos, el que significa que els substantius tenen quatre formes diferents per cas. Els substantiu a l'armeni també es declinen per nombre (singular i plural), però no es declinen pel gènere (o sigui masculí o femení).
Les declinacions a l'armeni estan basades en la forma del genitiu. Hi ha diverses declinacions, però hi ha una de dominant (gentiu a i), mentre que unes dotze altres formes són de declivi gradual, i es reemplacen per la i, que ha assolit virtualment l'estatus de forma regular:
|                             | դաշտ / tashd (camp) | դաշտ / tashd (camp)  | կով / gov (vaca) |                   |
|                             | singular            | plural               | singular         | plural            |
| Nom-Acu (Ուղղական-Հայցական) | դաշտ / tashd        | դաշտեր / tashder     | կով / gov        | կովեր / gover     |
| Gen-Dat (Սեռական-Տրական)    | դաշտի / tashdi      | դաշտերու / tashderu  | կովու / govu     | կովերու / goveru  |
| Abl (Բացառական)             | դաշտէ / tashde      | դաշտերէ / tashdere   | կովէ / gove      | կովերէ / govere   |
| Instr (Գործիական)           | դաշտով / tashdov    | դաշտերով / tashderov | կովով / govov    | կովերով / goverov |

|                             | գարուն / karun (primavera) | գարուն / karun (primavera) | գարուն / karun (primavera) | օր / or (dia) | Քոյր / kuyr (germana) |          |
|                             | singular                   | plural                     | singular                   | plural        | singular              | plural   |
| Nom-Acu (Ուղղական-Հայցական) | գարուն                     | գարուններ                  | օր                         | օրեր          | քոյր                  | քոյրեր   |
| Gen-Dat (Սեռական-Տրական)    | գարնան                     | գարուններու                | օրուայ                     | օրերու        | քրոջ                  | քոյրերու |
| Abl (Բացառական)             | գարունէ                    | գարուններէ                 | օրուընէ                    | օրերէ         | քրոջմէ                | քոյրերէ  |
| Instr (Գործիական)           | գարունով                   | գարուններով                | օրով                       | օրերով        | քրոջմով               | քոյրերով |

|                             | հայր / hayr (pare) | հայր / hayr (pare) | Աստուած / Asdvadz (deu) |        |
|                             | singular           | plural             | singular                | plural |
| Nom-Acu (Ուղղական-Հայցական) | հայր               | հայրեր             | Աստուած                 | n.a.   |
| Gen-Dat (Սեռական-Տրական)    | հօր                | հայրերու           | Աստուծոյ                | n.a.   |
| Abl (Բացառական)             | հօրմէ              | հայրերէ            | Աստուծմէ                | n.a.   |
| Instr (Գործիական)           | հօրմով             | հայրերով           | Աստուծմով               | n.a.   |

### Articles
Com l'anglès i altres llengües, l'armeni té articles definits i indefinits. L'article indefinit a l'armeni occidental és /mə/, 
que segueix al substantiu:
mart mə ('un home', Nom.sg), martu mə ('d'un home', Gen.sg)
L'article definit és un sufix annexat al substantiu, i és una de dues formes, o bé -ə o -n, depenent de si el so final és una vocal o una consonant, i si la paraula precedent comença amb una vocal o una consonant:
martə ('l'home', Nom.sg)

karin ('l'ordi' Nom.sg)

but:

Sa martn e ('Aquest és un home')

Sa karin e ('Això és el'ordi')
L'article indefinit esdevé mən sota la mateixa circumstància com -ə esdevé -n:
mart mə ('un home', Nom.sg)

però:

Sa mart mən e ('Aquest és un home')

### Adjectius
Els adjectius a l'armeni no es declinen per al cas o el nombre, i precedeixen el substantiu:
agheg martə ('l'home bo', Nom.sg)

agheg martun ('a l'home bo', Gen.sg)

### Verbs
Els verbs a l'armeni es basen sobre dues sèries bàsiques de formes, una form «present» i una forma «imperfecta». A partir d'aquí es formen tots els altres temps i persones amb diverses partícules i construccions. Hi ha una tercera forma, el pretèrit, que a l'armeni és un temps per si mateix, i no agafa cap altra partícula o construcció, (Vegeu Verbs armenis per a informació detallada.)
El temps «present» a l'armeni occidental es basa en tres conjugacions (a, e, i):
|                     | sirel 'estimar' | khôsil 'parlar' | gartal 'llegir' |
| sí (I)              | sirem           | khôsim          | gartam          |
| tun (tu.sg)         | sires           | khôsis          | gartas          |
| an (ell/ella/hom)   | sirê            | khôsi           | garta           |
| menk' (nosaltres)   | sirenk'         | khôsink'        | gartank'        |
| tuk' (vosaltres.pl) | sirêk'          | khôsik'         | gartak'         |
| anonk' (ells/elles) | siren           | khôsin          | gartan          |

El temps present (com el coneixem al català) es forma afegint la partícula gə abans de la forma «present», excepte yem (jo sóc), unim (jo tinc), kidem (jo sé) i gərnam (jo puc), mentre que el futur es forma afegint bidi:
Yes kirk'ə gə gartam  (Jo estic llegint el llibre o jo llegeixo el llibre, Pres)

Yes kirk'ə bidi gartam  (Jo llegiré el llibre, Fut).
Per a les excepcions: bidi əllam, unenam, kidnam, garenam (Jo seré, jo tindré, jo sabré, jo podré).
En la llengua col·loquial, la partícula «gor» s'afegeix després del verb per indicar el temps present progressiu, aparentment prestat del turc -yor-: cf. seviyorum: gə sirem gor (Jo estimo). Aquesta distinció no es fa a l'armeni literari.
" Yes kirk'ə gə gartam gor (Jo estic llegint el llibre)
El verb sense cap partícula constitueix el mode subjuntiu :
Udem
(si jo menjo, si jo mengés, que jo mengi, que jo mengés)
Udes
(si tu menges, etc.)
Udê
(si hom menja)
Udenk'
(si nosaltres mengem)
Udêk'
(si vosaltres mengeu)
Uden
(si elles mengen)

### Pronoms
| personal | genitiu | accusatiu | datiu | ablatiu     | instrumental  |
| Ես       | Իմ      | Զիս       | Ինծի  | Ինձմէ/ինծմէ | Ինձմով/ինծմով |
| Դուն     | Քու     | Քեզ       | Քեզի  | Քեզմէ       | Քեզմով        |
| Ինք      | Իր      | Զինք      | Իրեն  | Իրմէ        | Իրմով         |
| Ան       | Անոր    | Զայն      | Անոր  | Անկէ        | Անով          |
| Մենք     | Մեր     | Մեզ       | Մեզի  | Մեզմէ       | Մեզմով        |
| Դուք     | Ձեր     | Ձեզ       | Ձեզի  | Ձեզմէ       | Ձեզմով        |
| Իրենք    | Իրենց   | Զիրենք    | Իրենց | Իրենցմէ     | Իրենցմով      |
| Անոնք    | Անոնց   | Զանոնք    | Անոնց | Անոնցմէ     | Անոնցմով      |